# Zlepši své město
Zlepši své město (nabízeno pod názvem Hlášení závad a nedostatků, provozováno nejčastěji pod názvem Hlášení závad i pod dalšími názvy) je systém pro hlášení závad na veřejných prostranstvích od královéhradecké společnosti T-Mapy s. r. o. Oproti některým dalším obdobným službám se liší zejména tím, že je vyvíjena a nabízena souběžně s komplexními službami od GIS systémů a geoprostorových registrů přes evidenci a správu majetku, územní plánování, správu datových skladů až po systémy spisové služby pro úřady státu i samosprávných celků. První nasazení jsou z let 2014 a 2015, v roce 2019 systém stále mírně expanduje. Jako hlavní referenci uvádí výrobce nasazení systému v Uherském Hradišti, užívá jej ale i například pražská městská část Praha 2 a od června 2019 město Hranice. Veřejné rozhraní pro hlášení závad funguje pouze jako webová služba, neexistuje ve formě mobilních aplikací, které by bylo nutné napřed instalovat. Název Zlepší své město používají například města Uherské Hradiště a Hranice, Středočeský kraj si pro hlášení závad na silnicích vypůjčil název Musíme to opravit. 

## Vlastnosti
Výrobce o tomto systému hrdě prohlašuje, že je toto Hlášení závad vybaveno pokročilými funkcemi, které eliminují časté nedostatky konkurenčních řešení. V popisu však jsou vesměs uváděny funkce, které většina významnějších konkurenčních systémů má v nějaké formě také: kompatibilitu s mobilními zařízeními, přehlednou evidenci požadavků, přehlednou administrátorskou aplikaci, notifikační e-maily, automatickou zpětnou vazbu ohlašovatelům, analytickou část aplikace, možnost přidávání příloh, možnost přepínání mapových podkladů, administrátorská cenzura hlášení před jejich zobrazením, kategorizace podnětů do několika skupin podle tématu, přiřazování stavu hlášení (přijato, v řešení, vyřešeno). Aplikaci lze využít i interně pro zadávání prací, například technickým službám nebo externím správcům. „Automatickým nastavováním stavu“ výrobce rozumí, že pokud administrátor vyplní datum vyřešení, zároveň s tím se změní status na „vyřešeno“, a pokud zadá předpokládaný termín vyřešení, zároveň se tím změní status na „v řešení“. 
Hlášení nelze zadávat zcela anonymně, povinným údajem je e-mailová adresa. Podle instrukcí z Nymburka je povinným údajem volitelně buď e-mailová adresa, nebo telefonní číslo.
Stejně jako zatím u většiny dalších obdobných systémů, při zadávání hlášení nelze závadu přiřadit ke konkrétnímu zařízení evidovanému v pasportu, ale pouze umístit v mapě.  
Administrace užívá systém upozornění, například pokud vložený podnět po 14 dnech nikdo neřeší, systém pak denně posílá odpovědnému pracovníkovi varovnou notifikaci. Pokud je v administraci požadavku nastaveno předpokládané datum vyřešení, systém zasílá notifikaci po překročení této lhůty.
Jedním ze specifik je, že veřejnost sice má k dispozici mapu nahlášených závad, ale nemá možnost k nim cokoliv dodávat, tedy ani poznačit, že problém trvá, ani že již byl odstraněn, ani hlášení upřesnit nebo opravit. Přijde-li ohlašovateli nepravdivá nebo neuspokojivá zpráva o vyřízení, neobsahuje žádnou možnost zpětné vazby, například nesouhlasu nebo zpochybnění, nebo naopak poděkování. Měsíc po vyřešení hlášení z veřejné mapy definitivně zmizí, archiv starších hlášení není veřejně dostupný. Nabídka je silně zaměřena na komfort a bezpečí úředníků, nikoliv na potřeby občanů. Aktivnější oznamovatelé jsou například v nabídce nazývání „chronickými stěžovateli“ a výrobce v té souvislosti inzeruje „nástroje k eliminaci těchto nežádoucích hlášení“, díky kterým to „dotyčného po pár pokusech přestane bavit“.
Pro veřejnost je používání systému zdarma. Města a obce za jeho užívání platí, přičemž cena se údajně stanovuje podle velikosti města. Dodavatel systému tvrdí, že cena je stanovena tak, aby bylo ekonomicky výrazně výhodnější používat Hlášení závad než řešit závady jinou cestou.

## Verze
- Verze 3.2.0 ze září 2016 představena jako kompletně přepracovaná nová podoba aplikace, naplňující požadavky na moderní design, jednoduchost ovládání a použitelnost na všech typech zařízení. Nově byla v mapě zvýrazněna oblast, do které je možno zadávat hlášení. Aplikace byla převedena pod zabezpečený protokol https. Administrátorská aplikace byla graficky sladěna s veřejnou. Administrátor obce získal možnost sám nastavovat správce tematických kategorií a přiřazovat jim kategorie i přístupová práva. Administrátorovi bylo umožněno mazání záznamů. Přibyla možnost upravovat seznam kategorií, což ovšem nemůže provádět sám administrátor, ale musí si o to požádat poskytovatele. Bylo umožněno vložit fotografii vyřešené závady, přičemž ta ve veřejné prezentací hlášení nahradí (potlačí) původní fotografii problému.[3]
- Verze 3.3.0 z října 2016 nově umožnila vybraným administrátorům rozhodnout, že se konkrétní hlášení nebude v aplikaci zobrazovat. O zapnutí této funkce si však zákazník musel zvlášť požádat a podle popisu byla určena především k využití v interních procesech. Byly upraveny lhůty a frekvence pro zasílání notifikačních e-mailů odpovědným pracovníkům.[4]
- Verze 3.6.0 z listopadu 2016 zavedla řazení záznamů ve veřejné části aplikace podle data vložení od nejnovějších po nejstarší a umožnila přidat do textu na úvodní stránce odkaz na URL odkaz na externí stránku s informacemi a nápovědou k aplikaci. Dosud neomezená délka textu popisu problému byla omezena na 1000 znaků, s odpočítáváním zbývajících znaků. Zatímco dosud bylo možno vkládat přílohy libovolných formátů, nově je možné vkládat již jen obrázkové formáty. Text byl upraven tak, aby aplikace mohla být nasazena nejen pro jednu obec, ale i pro městskou část nebo jakkoliv jinak vymezené území.[5]
- Verze 3.8.0 z března 2017 umožnila, aby si jednotliví zákazníci mohli nechat vložit vlastní text popisu aplikace na její úvodní stránku. [6]
- Verze 3.10 z června 2017 zajistila, že po administrátorské změně kategorie závady je zasláno upozornění osobě odpovědné podle nové kategorie. Při vyplnění předpokládaného termínu vyřešení je status automaticky změněn na „v řešení“.[7]
- Verze 3.13 z října 2017 umožnila přidat do mapy vrstvy z veřejných WMS služeb, s tím, že službu poté nelze vypnout a není k nim možné spouštět legendu. Exportní soubor byl upraven pro možnost přesahu jedné aplikace do více obcí.[8]
- Verze 3.18 z dubna 2018 umožnila přebrat souřadnice z mobilního telefonu, bez nutnosti klikat do mapy, a umožnila pro konkrétního zákazníka změnit název aplikace; výrazy „závada“ a „problém“ byly nahrazeny neutrálnějším slovem „hlášení“. Oznamovatel je nově obtěžován nutností zaklíkávat souhlas GDPR.[9]

## Nasazení
Výrobce uvádí jako reference nasazení těmito subjekty: 
- Uherské Hradiště, poprvé spuštěna od 8. září 2015.[10] Od 5. září 2017 pod názvem Zlepši své město[11]
- Středočeský kraj, od 1. září 2017 pro hlášení závad na silnicích pod názvem Musíme to opravit[12]
- Praha 2, od 1. června 2017 pod názvem Mapa hlášení závad[13]
- Nymburk oznámil spuštění systému pod názvem Hlášení závad 3. října 2017.[2] 25. září 2018 město na Facebooku oznámilo, že se prostřednictvím systému podařilo vyřešit již 513 hlášení a 37 bylo aktuálně v řešení.[14]
- Přelouč, pod názvem Hlášení závad[15]
- Železný Brod aplikaci nasadil v srpnu 2016 pod názvem Hlášení závad, a to nejprve přibližně na čtyři měsíce v rámci bezplatného zkušebního provozu[16]
- Dvůr Králové nad Labem, inzerováno 27. 4. 2016 pod názvem Hlášení závad[17]
- Vrchlabí pod názvem Hlášení závad[18]
- Nový Bydžov, oznámeno 1. 2. 2016 pod názvem Hlášení závad[19]
- Luhačovice, nasazeno od 1. 4. 2015 pod názvem Hlášení závad.[20]  Za první dva měsíce fungování se služba osvědčila.[21] Koncem července 2019 na městském webu stále visí upozornění, že „Dne 9.1.2019 nebude aplikace Hlášení závad dostupná, bude probíha ůdržba serveru poskytovatelem této aplikace“[22] a na aplikaci je uveden jen odkaz ve starém, již nefunkčním formátu (https://web.archive.org/web/20160616225630/http://hlaseni.tmapserver.cz/#585459). Stránka hlášení závad je v menu na webu města schována pod položkou „Samospráva“, není přímo viditelná na hlavní straně ani dostupná pod záložkami Kontakty nebo Potřebuji si vyřídit.
- Kunovice pod názvem Hlášení závad,[23] oznámeno v dubnu 2019[24]
- Strážnice, oznámeno 13. 11. 2015 pod názvem Hlášení závad, ještě v červenci 2019 ovšem na webu města inzerováno starým, nefunkčním odkazem[25]
- Starý Plzenec provozuje pod názvem Hlášení závad[26]
- Vítkov, jako nová služba pod názvem Hlášení závad inzerováno 21. 9. 2015, odkaz na stránkách Technických služeb města Vítkova.[27] K 26. červenci 2019 je však uvedený odkaz neaktuální a nefunkční,[28] aktuální a funkční odkaz je pouze na webu města.[29]
- Kyjov, inzerováno 4. 12. 2014,[30]  provozováno pod názvem Hlášení závad
- Dobříš pod názvem Hlášení závad[31]
- Benátky nad Jizerou pod názvem Hlášení závad[32]

Na konci ledna 2019 byla nasazena pod názvem Zlepši své město v Hranicích. Na začátku března 2019 v ní bylo téměř 40 hlášení, což bylo nad očekávání úřadu a aplikace je od počátku úspěšnější než aplikace Dej Tip, která zde fungovala několik let. Vedoucí oddělení podpory rozvoje řízení města to přičítala tomu, že si ohlašovatel nemusí instalovat speciální aplikaci. Další předností je, že Zlepši své město umožňuje zasílat autorovi podnětu zprávy o jeho řešení, umožní vizualizaci podnětů v mapě města (v Dej Tip nejsou vložené fotografie veřejně dostupné) a je dostupná i informace o způsobu vyřešení.
Dále systém využívají například Chvaletice (pod názvem Hlášení závad), Bruntál oznámil spuštění  27. září 2018 pod názvem „Bruntál – hlášení závad“, Velké Meziříčí pod názvem Hlášení závad.

## Hodnocení
Některé obce za systém hlášení závad od T-Mapy získaly ocenění v soutěži Zlatý erb – soutěži o nejlepší webové stránky a elektronické služby měst a obcí. Například Starý Plzenec získal v roce 2016 v krajském kole Plzeňského kraje 1. cenu v kategorii Nejlepší elektronická služba. Liteň získala za tutéž službu 1. místo ve středočeském krajském kole v roce 2019 v kategorii Smart City a nejlepší elektronická služba, Vrchlabí v roce 2016 získalo 3. místo v královéhradeckém krajském kole v kategorii Nejlepší elektronická služba, Kyjov v roce 2015 druhé místo v kategorii Nejlepší elektronická služba v Jihomoravském kole.